# Jafar al-Askari

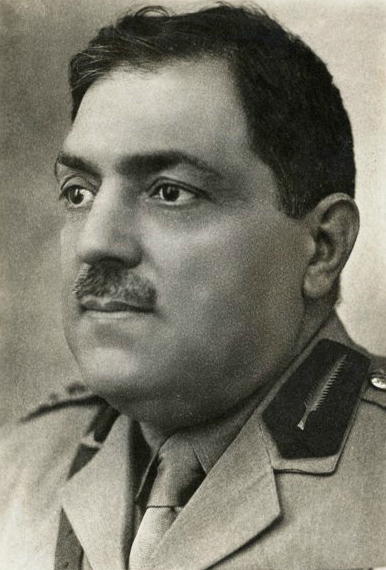
Jafar al-Askari

Jafar (auch: Dschafar) Pascha al-Askari (vollständig Muḥammad Ǧaʿfar Pascha bin Muṣṭafā bin ʿAbd ar-Raḥman al-ʿAskarī, arabisch جعفر العسكري Dschaʿfar al-ʿAskarī, DMG Ǧaʿfar al-ʿAskarī; geb. 15. September 1885 in Bagdad; gest. 30. Oktober 1936 ebenda), war ein osmanischer Offizier und irakischer Staatsmann.

## Leben
Jafar wurde als Sohn eines osmanischen Offiziers geboren und wuchs in Mosul auf. Die Nisba al-Askari leitet sich aus dem Namen des Ortes Askar (nahe Kirkuk) ab, wo sich sein aus Medina stammender väterlicher Vorfahre Abdullah Madani im 16. Jahrhundert ansiedelte. Von 1897 bis 1901 besuchte er die Militärschule in Bagdad und von 1901 bis 1904 die Militärakademie in Konstantinopel. Als Leutnant wurde er im Anschluss an seine Ausbildung der 6. Armee in Bagdad zugeteilt und nahm 1905 am Krieg um Qasim teil. In den Jahren von 1910 bis 1912 hielt sich Jafar zur militärischen Weiterbildung in Deutschland auf. Abgesehen von einigen Monaten in Berlin verbrachte er diese Zeit in Karlsruhe beim Badischen Leibregiment 109 (28. Division, XIV. Armee-Korps). Als im Oktober 1912 der Erste Balkankrieg ausbrach, wurde Jafar zurückbeordert und als Kommandeur einer Kompanie dem 11. Regiment (II. Korps) zugeteilt. Er wurde am 22. Oktober 1912 verwundet und nach seiner Genesung dem Generalstab des X. Korps zugeteilt. Chef des Stabes war zu dieser Zeit Oberstleutnant Enver Bey. Nach Ende der Balkankriege wurde er Ausbilder in der Militärakademie in Aleppo und bestand das Examen an der Stabsakademie. Die ersten Monate des Ersten Weltkrieges war Jafar dem Hauptquartier von Admiral Guido von Usedom zugeteilt, der beauftragt war, die Befestigungen der Dardanellen zu verstärken. Anfang 1915 wurde er zusammen mit Nuri Bey in die Kyrenaika entsandt, um den Senussi-Orden zu einer Invasion in das britisch besetzte Ägypten zu bewegen und diese zu organisieren. Die Invasion begann am 23. November 1915. Jafar wurde bei der Schlacht von Aqaqir am 26. Februar 1916 von den Briten gefangen genommen. Während seiner Gefangenschaft in Kairo ließ er sich durch seinen Freund und Schwager Nuri as-Said überzeugen, sich der Revolte des Emirs von Mekka, Hussein bin Ali, gegen das Osmanische Reich anzuschließen und übernahm ab März 1917 den Posten des in Ungnade gefallenen Aziz Ali al-Misri als Oberbefehlshaber der Arabischen Armee.
Nach Ende des Krieges war er kurzzeitig Generalinspekteur der Syrischen Armee und von 1919 bis 1920 Militärgouverneur der Provinz Aleppo. Darauf wurde er Militärberater des im März 1920 zum König von Syrien ausgerufenen Faisal. Faisal wurde im Juli 1920 von den Franzosen vertrieben, die Briten stellten ihm aber die Königswürde über den Irak in Aussicht und beriefen Ende Oktober 1920 für die Zeit bis zur Krönung im August 1921 eine provisorische Regierung, in der Jafar Verteidigungsminister wurde und mit dem Aufbau der Irakischen Armee beauftragt war. Von November 1922 bis September 1923 war er diplomatischer Agent in London. Erstmals wurde Jafar im November 1923 zum Premierminister ernannt. Sein Kabinett war beauftragt, eine verfassungsgebende Versammlung zu formieren und den Anglo-Irakischen Vertrag von 1924 zu ratifizieren. Jafar trat am 3. August 1924 zurück und nahm sein Amt als diplomatischer Agent in London wieder auf. Ende 1926 wurde er erneut von Faisal I. mit der Zusammenstellung eines Kabinetts betraut. Sein Versuch die Wehrpflicht einzuführen scheiterte am Widerspruch der britischen Regierung, worauf er am 28. Januar 1928 als Premierminister zurücktrat und erneut diplomatischer Agent in London wurde. Ab 1930 bis zu seinem Tode übernahm er in kurzen Abständen abwechselnd verschiedene Ämter und Ministerposten. Jafar wurde während des Militärputsches 1936 im Auftrag von General Bakr Sidqī ermordet.

## Memoiren
Seine Memoiren konnte Jafar nicht vollenden, sie brechen mit dem Jahr 1919 ab. Veröffentlicht wurden sie 1988 in arabischer Sprache und 2003 in englischer Übersetzung.
- مذكرات جعفر العسكري [Mudhakkirāt Jaʻfar al-ʻAskarī]. Dār al-Lām, London 1988, ISBN 1-870326-11-3.
- A Soldier’s Story: From Ottoman Rule to Independent Iraq: The Memoirs of Jafar Pasha Al-Askari. Translated by Mustafa Tariq Al-Askari, edited by William Facey and Najdat Fathi Safwat. Arabian Publishing, London 2003, ISBN 0-9544792-0-3.